# Rotflügelspecht
Der Rotflügelspecht (Picus puniceus) ist eine Vogelart aus der Familie der Spechte (Picidae). Die kleine Spechtart besiedelt Teile Südostasiens und bewohnt immergrüne tropische Laubwälder, Sekundärwälder mit einzelnen großen Bäumen sowie Waldsäume und Plantagen. Die überwiegend in der oberen Baumschicht gesuchte Nahrung besteht vor allem aus Ameisen und Termiten sowie deren Eiern und Larven.
Die Art ist in ihrem Areal häufig bis recht häufig. Aufgrund der schnellen Zerstörung der primären Regenwälder im gesamten Verbreitungsgebiet ist der Bestand wahrscheinlich rückläufig, der Rotflügelspecht wird von der IUCN aber noch als nicht gefährdet (least concern) eingestuft.

## Beschreibung
Der Rotflügelspecht ähnelt dem in Mitteleuropa heimischen Grünspecht bezüglich der grünen Oberflügel, die übrige Färbung und der gesamte Habitus weichen jedoch stark ab. Es sind kleine Spechte mit ausgeprägter, struppiger Federhaube, einem steifen, langen Schwanz und einem recht langen, meißelförmig zugespitzten und an der Basis breiten Schnabel. Der Schnabelfirst ist nur ganz leicht nach unten gebogen. Die Körperlänge beträgt etwa 25 cm, das Gewicht 77–96 g. Sie sind damit nur etwa so groß und schwer wie ein Buntspecht. Die Art zeigt hinsichtlich der Färbung einen nicht sehr auffallenden Geschlechtsdimorphismus.
Bei Männchen der im größten Teil des Verbreitungsgebietes vorkommenden Unterart Picus puniceus observandus ist der gesamte Rücken einschließlich Schulterfedern und Oberschwanzdecken gelblich grün, der Bürzel ist gelber und leuchtender gefärbt. Die Oberflügeldecken und manchmal auch noch ein Teil der Schirmfedern sind dunkel blutrot, die Innenfahnen zeigen gelegentlich etwas grün. Die Schirmfedern sind überwiegend grün, ein blutroter Bereich auf den Außenfahnen endet variabel mehr oder weniger weit vor der Spitze. Die Schwingen sind schwärzlich braun; die  Außenfahnen der Armschwingen und die basalen Säume der Handschwingen sind blutrot. Alle Schwingen zeigen auf den Innenfahnen und die meisten Handschwingen auch auf den Außenfahnen recht weit auseinanderliegende blassgelbe Flecken. Die Schwanzoberseite ist bräunlich schwarz. Die gesamte Unterseite des Rumpfes ist dunkel oliv bis olivgrün, die Flanken zeigen hellbräunliche Flecken oder pfeilspitzenartige Zeichnungen. Die Unterflügel sind braun, die Unterflügeldecken und die Schwingenbasen sind auf diesem Grund hell gelblich gebändert. Der Unterschwanz ist bräunlich mit einer olivfarbenen Verwaschung.
Stirn und Oberkopf sind dunkelrot, häufig sind die dunkel olivfarbenen Federbasen noch sichtbar. Die verlängerten gelben Federn am Hinterkopf bilden eine Haube, diese Gelbfärbung erstreckt sich bis auf den Nacken und ist gelegentlich auch bis auf den obersten Rücken ausgedehnt. Die Zügelregion ist schwarz, der Bartstreif rot. Der übrige Kopf und der vordere und seitliche Hals sind wie Kinn und Kehle einfarbig olivgrün.
Der Oberschnabel ist dunkelbraun oder graubraun, der Unterschnabel deutlich abgesetzt gelb oder grünlich gelb. Beine und Zehen sind dunkel grünlich bis olivfarben. Die Iris ist rot bis rotbraun, der Augenring blaugrau.
Beim Weibchen fehlt nur der rote Bartstreif; diese Partie ist wie der übrige Kopf olivgrün.

## Lautäußerungen
Der häufigste Ruf ist laut und zweisilbig „peé-bee“, manchmal auch länger „peé-dee-dee-dee“. Er wird in kurzen Pausen bei der Nahrungssuche oder auch in längeren Serien, zum Beispiel in der Nähe einer Schlafhöhle vorgebracht. Bei Begegnungen mit Artgenossen, und insbesondere wenn mehrere Vögel aufeinandertreffen, rufen die Vögel Serien von fünf bis sieben recht tiefen „peep“-Lauten. Beim Zusammentreffen von Artgenossen auf kurze Distanz werden leise Rufe wie „wee-eek“ geäußert. Die Trommelwirbel sind recht schwach und dauern weniger als eine Sekunde.

## Systematik
Winkler et al. erkennen drei recht gut differenzierte Unterarten an:
- Picus puniceus observandus  (Hartert, 1896) – Größter Teil des Verbreitungsgebietes. Die Unterart ist oben beschrieben.
- Picus puniceus puniceus  Horsfield, 1821 – Java. Die Nominatform ist größer und dunkler als die vorige Unterart, die Unterseite ist weitgehend einfarbig schwarz, die Kehle brauner.
- Picus puniceus soligae  Meyer de Schauensee & Ripley, 1940 – Insel Nias. Heller als P. p. observandus, Unterseite mehr gelb und grau. Die rote Oberkopffärbung erstreckt sich bis auf die Haube, so dass die Ausdehnung der gelb gefärbten Partie viel kleiner ist.

Nach einer molekulargenetischen Untersuchung unter Einbeziehung von zehn der zwölf heute noch zur Gattung Picus gestellten Arten ist der sehr ähnliche Gelbhaubenspecht (Picus chlorolophus) die Schwesterart des Rotflügelspechts. Diese beiden Arten bilden wiederum das Schwestertaxon aller übrigen Vertreter der Gattung.

## Verbreitung und Lebensraum
Der Rotflügelspecht besiedelt Teile Südostasiens. Das Verbreitungsgebiet reicht in West-Ost-Richtung vom Süden Myanmars und dem Nordwesten Sumatras bis in den Osten Borneos, in Nord-Süd-Richtung vom Süden Myanmars bis zur Südspitze Sumatras und bis Java. Die Größe des Gesamtverbreitungsgebietes ist nicht genau bekannt.
Rotflügelspechte bewohnen immergrüne tropische Laubwälder, Sekundärwälder mit einzelnen großen Bäumen sowie Waldsäume und Plantagen. Der Art ist überwiegend auf die Niederungen unterhalb 600 m Höhe beschränkt, kommt lokal aber auch bis in 900 m Höhe und in einem Gebiet in Malaysia bis in 1300 m vor; vor allem dort, wo die Schwesterart Picus chlorolophus fehlt, auch bis in 1500 m Höhe. Diese ersetzt den Rotflügelspecht in höheren Lagen.

## Lebensweise
Der Rotflügelspecht wird einzeln oder paarweise angetroffen, die Paare halten über mittlere Distanzen Kontakt zueinander. Rotflügelspechte schließen sich auch häufig gemischten Vogeltrupps an. Die überwiegend im Kronenbereich mehr oder weniger freistehender, großer Bäume an Stämmen und größeren Ästen gesuchte Nahrung besteht vor allem aus Ameisen und Termiten sowie deren Eiern und Larven. Nahrungsobjekte werden in der Rinde und in Spalten durch Hämmern, Sondieren und Ablesen erlangt, dabei wird auch Rinde abgeschlagen.
Brütende Rotflügelspechte wurden im Westen Malaysias im Januar und Februar, auf Borneo im Juni und in Zentraljava im September beobachtet, aber diese Daten können nur als grobe Anhaltspunkte für die tatsächliche Ausdehnung der Brutzeit dienen. Die Höhlen werden hoch in Bäumen angelegt, in einem Fall in einer Höhe von 18 m. Die Gelege umfassen zwei bis drei Eier, weitere Angaben zur Brutbiologie liegen bisher nicht vor.

## Bestand und Gefährdung
Angaben zur Größe des Weltbestandes sind nicht verfügbar. Aufgrund der schnellen Zerstörung der primären Regenwälder im gesamten Verbreitungsgebiet ist der Bestand wahrscheinlich rückläufig, der Rotflügelspecht wird von der IUCN aber noch als ungefährdet („least concern“) eingestuft.